# Paradisterna plumifera
Paradisterna plumifera är en skalbaggsart som först beskrevs av Francis Polkinghorne Pascoe 1859.  Paradisterna plumifera ingår i släktet Paradisterna och familjen långhorningar. Inga underarter finns listade i Catalogue of Life.